# Tour de Catalogne 1986
Le Tour de Catalogne 1986 est la 66e édition du Tour de Catalogne, une course cycliste par étapes en Espagne. L’épreuve se déroule sur 8 étapes du 9 au 18 septembre 1986 sur un total de 1 145,3 km. Le vainqueur final est l'Irlandais Sean Kelly de l’équipe Kas, devant Álvaro Pino et Charly Mottet.

## Étapes
| Étape | Date         | Parcours                            | km    | Vainqueur d’étape           | Leader du classement général |
| ----- | ------------ | ----------------------------------- | ----- | --------------------------- | ---------------------------- |
| P     | 9 septembre  | Platja d'Aro – Platja d'Aro (clm)   | 4,5   | Jörg Müller (SUI)           | Jörg Müller (SUI)            |
| 1     | 10 septembre | Platja d'Aro – Badalone             | 181,4 | Frank Hoste (BEL)           | Jörg Müller (SUI)            |
| 2a    | 11 septembre | Barcelone – Valls                   | 94,6  | Wim Arras (BEL)             | Jörg Müller (SUI)            |
| 2b    | 11 septembre | Valls – Salou                       | 71,6  | Thierry Marie (FRA)         | Jörg Müller (SUI)            |
| 3     | 12 septembre | Salou – Lleida                      | 160,2 | Frank Hoste (BEL)           | Jörg Müller (SUI)            |
| 4     | 13 septembre | Solsona - Vallter 2000              | 170,9 | Juan Fernández Martín (ESP) | Anselmo Fuerte (ESP)         |
| 5a    | 14 septembre | Camprodon - Vic                     | 87,6  | Dominique Arnaud (FRA)      | Anselmo Fuerte (ESP)         |
| 5b    | 14 septembre | Vic - Manresa                       | 97,0  | Peio Ruiz Cabestany (ESP)   | Anselmo Fuerte (ESP)         |
| 6     | 15 septembre | Manresa – l'Hospitalet de Llobregat | 135,7 | Federico Echave (ESP)       | Anselmo Fuerte (ESP)         |
| 7     | 16 septembre | l'Alguer – l'Alguer (clm)           | 29,9  | Sean Kelly (IRL)            | Sean Kelly (IRL)             |
| 8     | 18 septembre | Barcelone – Barcelone               | 111,9 | Leo Wellens (BEL)           | Sean Kelly (IRL)             |

### Prologue[1]
09-09-1986: Platja d'Aro – Platja d'Aro, 4,5 km (clm) :
|   | Cycliste              | Équipe | Temps      |
| - | --------------------- | ------ | ---------- |
| 1 | Jörg Müller (SUI)     | Kas    | 6 min 37 s |
| 2 | Acácio da Silva (POR) | Kas    | + 2 s      |
| 3 | Anselmo Fuerte (ESP)  | Zor-BH | m.t        |

|   | Cycliste              | Équipe | Temps      |
| - | --------------------- | ------ | ---------- |
| 1 | Jörg Müller (SUI)     | Kas    | 6 min 37 s |
| 2 | Acácio da Silva (POR) | Kas    | + 2 s      |
| 3 | Anselmo Fuerte (ESP)  | Zor-BH | m.t        |

### 1reétape[2]
10-09-1986: Platja d'Aro – Badalone, 181,4 km :
|   | Cycliste                     | Équipe     | Temps           |
| - | ---------------------------- | ---------- | --------------- |
| 1 | Frank Hoste (BEL)            | Fagor      | 5 h 22 min 15 s |
| 2 | Sean Kelly (IRL)             | Kas        | m.t.            |
| 3 | Manuel Jorge Domínguez (ESP) | Seat-Orbea | m.t.            |

|   | Cycliste             | Équipe           | Temps      |
| - | -------------------- | ---------------- | ---------- |
| 1 | Jörg Müller (SUI)    | Kas              | 6 min 37 s |
| 2 | Anselmo Fuerte (ESP) | Zor-BH           | + 2 s      |
| 3 | Thierry Marie (FRA)  | Pegaso-Système U | m.t        |

### 2eétape A[3]
11-09-1986: Barcelone – Valls, 94,6 km :
| Resultat de la 2e étape A \| \| Cycliste \| Équipe \| Temps \| \| - \| ----------------------- \| ---------- \| --------------- \| \| 1 \| Wim Arras (BEL) \| PDM-Gin MG \| 2 h 11 min 20 s \| \| 2 \| Alfonso Gutiérrez (ESP) \| Teka \| m. t. \| \| 3 \| Antonio Esparza (ESP) \| Seat-Orbea \| m. t. \| |                         |            |                 |
| | Cycliste                | Équipe     | Temps           |
| 1 | Wim Arras (BEL)         | PDM-Gin MG | 2 h 11 min 20 s |
| 2 | Alfonso Gutiérrez (ESP) | Teka       | m. t.           |
| 3 | Antonio Esparza (ESP)   | Seat-Orbea | m. t.           |

### 2eétape B[3]
11-09-1986: Valls – Salou, 71,6 km :
|   | Cycliste            | Équipe           | Temps           |
| - | ------------------- | ---------------- | --------------- |
| 1 | Thierry Marie (FRA) | Pegaso-Système U | 1 h 43 min 10 s |
| 2 | Wim Arras (BEL)     | PDM-Gin MG       | + 2 s           |
| 3 | Frank Hoste (BEL)   | Fagor            | m. t.           |

|   | Cycliste             | Équipe           | Temps           |
| - | -------------------- | ---------------- | --------------- |
| 1 | Jörg Müller (SUI)    | Kas              | 9 h 23 min 24 s |
| 2 | Thierry Marie (FRA)  | Pegaso-Système U | m. t.           |
| 3 | Anselmo Fuerte (ESP) | Zor-BH           | + 2 s           |

### 3eétape[4]
12-09-1986: Salou – Lleida, 160,2 km :
|   | Cycliste                | Équipe           | Temps           |
| - | ----------------------- | ---------------- | --------------- |
| 1 | Frank Hoste (BEL)       | Fagor            | 4 h 20 min 50 s |
| 2 | Wim Arras (BEL)         | PDM-Gin MG       | m.t.            |
| 3 | Dominique Lecrocq (FRA) | Pegaso-Système U | m.t.            |

|   | Cycliste              | Équipe           | Temps            |
| - | --------------------- | ---------------- | ---------------- |
| 1 | Jörg Müller (SUI)     | Kas              | 13 h 44 min 14 s |
| 2 | Thierry Marie (FRA)   | Pegaso-Système U | m. t.            |
| 3 | Acácio da Silva (POR) | Kas              | + 2 s            |

### 4eétape[5]
13-09-1986: Solsona - Vallter 2000, 170,9 km :
|   | Cycliste                    | Équipe     | Temps           |
| - | --------------------------- | ---------- | --------------- |
| 1 | Juan Fernández Martín (ESP) | Zor-BH     | 4 h 48 min 48 s |
| 2 | Sean Kelly (IRL)            | Kas        | + 16 s          |
| 3 | Pedro Delgado (ESP)         | PDM-Gin MG | m.t.            |

|   | Cycliste             | Équipe     | Temps            |
| - | -------------------- | ---------- | ---------------- |
| 1 | Anselmo Fuerte (ESP) | Zor-BH     | 18 h 33 min 20 s |
| 2 | Sean Kelly (IRL)     | Kas        | + 6 s            |
| 3 | Pedro Delgado (ESP)  | PDM-Gin MG | + 10 s           |

### 5eétape A[6]
14-09-1986: Camprodon - Vic, 87,6 km :
| Resultat de la 5e étape A \| \| Cycliste \| Équipe \| Temps \| \| - \| ---------------------- \| -------- \| --------------- \| \| 1 \| Dominique Arnaud (FRA) \| Reynolds \| 1 h 58 min 50 s \| \| 2 \| Jörg Müller (SUI) \| Kas \| m.t. \| \| 3 \| Ángel Camarillo (ESP) \| Zor-BH \| m.t. \| |                        |          |                 |
| | Cycliste               | Équipe   | Temps           |
| 1 | Dominique Arnaud (FRA) | Reynolds | 1 h 58 min 50 s |
| 2 | Jörg Müller (SUI)      | Kas      | m.t.            |
| 3 | Ángel Camarillo (ESP)  | Zor-BH   | m.t.            |

### 5eétape B[6]
14-09-1986: Vic - Manresa, 97,0 km :
|   | Cycliste                  | Équipe           | Temps           |
| - | ------------------------- | ---------------- | --------------- |
| 1 | Peio Ruiz Cabestany (ESP) | Seat-Orbea       | 2 h 29 min 01 s |
| 2 | Laurent Fignon (FRA)      | Pegaso-Système U | + 34 s          |
| 3 | Celestino Prieto (ESP)    | Reynolds         | + 36 s          |

|   | Cycliste             | Équipe     | Temps            |
| - | -------------------- | ---------- | ---------------- |
| 1 | Anselmo Fuerte (ESP) | Zor-BH     | 23 h 02 min 05 s |
| 2 | Sean Kelly (IRL)     | Kas        | + 6 s            |
| 3 | Pedro Delgado (ESP)  | PDM-Gin MG | + 10 s           |

### 6eétape[7]
15-09-1986: Manresa – l'Hospitalet de Llobregat, 135,7 km :
|   | Cycliste               | Équipe   | Temps           |
| - | ---------------------- | -------- | --------------- |
| 1 | Federico Echave (ESP)  | Teka     | 3 h 26 min 53 s |
| 2 | Dominique Arnaud (FRA) | Reynolds | m.t.            |
| 3 | Vicent Belda (ESP)     | Kelme    | m.t.            |

|   | Cycliste             | Équipe     | Temps            |
| - | -------------------- | ---------- | ---------------- |
| 1 | Anselmo Fuerte (ESP) | Zor-BH     | 26 h 29 min 32 s |
| 2 | Sean Kelly (IRL)     | Kas        | + 6 s            |
| 3 | Pedro Delgado (ESP)  | PDM-Gin MG | + 10 s           |

### 7eétape[8]
16-09-1986: l'Alguer – l'Alguer, 29,9 km (clm) :
|   | Cycliste             | Équipe           | Temps       |
| - | -------------------- | ---------------- | ----------- |
| 1 | Sean Kelly (IRL)     | Kas              | 38 min 34 s |
| 2 | Laurent Fignon (FRA) | Pegaso-Système U | + 52 s      |
| 3 | Julián Gorospe (ESP) | Reynolds         | + 53 s      |

|   | Cycliste             | Équipe | Temps            |
| - | -------------------- | ------ | ---------------- |
| 1 | Sean Kelly (IRL)     | Kas    | 27 h 08 min 12 s |
| 2 | Álvaro Pino (ESP)    | Zor-BH | + 1 min 25 s     |
| 3 | Anselmo Fuerte (ESP) | Zor-BH | + 1 min 33 s     |

### 8eétape[9]
18-09-1986: Barcelone – Barcelone, 111,9 km :
|   | Cycliste              | Équipe   | Temps           |
| - | --------------------- | -------- | --------------- |
| 1 | Leo Wellens (BEL)     | Dormilón | 2 h 49 min 28 s |
| 2 | Ángel Arroyo (ESP)    | Reynolds | m.t.            |
| 3 | Federico Echave (ESP) | Teka     | m.t.            |

|   | Cycliste            | Équipe           | Temps            |
| - | ------------------- | ---------------- | ---------------- |
| 1 | Sean Kelly (IRL)    | Kas              | 30 h 05 min 03 s |
| 2 | Álvaro Pino (ESP)   | Zor-BH           | + 1 min 33 s     |
| 3 | Charly Mottet (FRA) | Pegaso-Système U | + 1 min 37 s     |

## Classement général
|    | Cycliste                  | Équipe           | Temps            |
| -- | ------------------------- | ---------------- | ---------------- |
| 1  | Sean Kelly (IRL)          | Kas              | 30 h 05 min 03 s |
| 2  | Álvaro Pino (ESP)         | Zor-BH           | + 1 min 33 s     |
| 3  | Charly Mottet (FRA)       | Pegaso-Système U | + 1 min 37 s     |
| 4  | Anselmo Fuerte (ESP)      | Zor-BH           | + 1 min 49 s     |
| 5  | Acácio da Silva (POR)     | Kas              | + 2 min 09 s     |
| 6  | Marino Lejarreta (ESP)    | Seat-Orbea       | + 2 min 39 s     |
| 7  | Pedro Delgado (ESP)       | PDM-Gin MG       | + 3 min 00 s     |
| 8  | Carlos Hernández (ESP)    | Reynolds         | + 3 min 31 s     |
| 9  | José Recio (ESP)          | Kelme            | + 3 min 55 s     |
| 10 | Peio Ruiz Cabestany (ESP) | Seat-Orbea       | + 5 min 02 s     |

## Classements annexes
|   | Cycliste                    | Équipe     | Points    |
| - | --------------------------- | ---------- | --------- |
| 1 | Juan Fernández Martín (ESP) | Zor-BH     | 30 Points |
| 2 | Pedro Delgado (ESP)         | PDM-Gin MG | 29 Points |
| 3 | Sean Kelly (IRL)            | Kas        | 27 Points |

|   | Cycliste               | Équipe   | Points    |
| - | ---------------------- | -------- | --------- |
| 1 | Isidro Juárez (ESP)    | Zahor    | 17 Points |
| 2 | Vicent Belda (ESP)     | Kelme    | 12 Points |
| 3 | Dominique Arnaud (FRA) | Reynolds | 11 Points |

|   | Cycliste              | Équipe | Points     |
| - | --------------------- | ------ | ---------- |
| 1 | Sean Kelly (IRL)      | Kas    | 104 Points |
| 2 | Frank Hoste (BEL)     | Fagor  | 78 Points  |
| 3 | Federico Echave (ESP) | Teka   | 53 Points  |

|   | Équipe | Pays    | Temps            |
| - | ------ | ------- | ---------------- |
| 1 | Kas    | Espagne | 90 h 21 min 57 s |
| 2 | Zor-BH | Espagne | + 42 s           |
| 3 | Kelme  | Espagne | + 13 min 10 s    |